# Thierry III d'Autun
Thierry III († 826) est un comte d'Autun du IXe siècle de la famille des Guilhelmides, fils de Guillaume de Gellone et de sa seconde épouse Guibourg.

## Biographie
Il est connu par le Manuel de Dhuoda, sa belle-sœur, qui suggère qu'il était fils de Guibourg. Une charte de 815 le qualifie de comte d'Autun. Enfin, une charte de 818 transcrit un jugement qu'il a rendu ordonnant la restitution d'une propriété à Baugy disputée par l'avoué Fulchard et le comte Nivelon.

## Descendance
Aucun document contemporain ne lui mentionne d'enfants. 
Jean Noël Mathieu a proposé une épouse, Emma de Bavière, qui a donné naissance à l'impératrice Engelberge, femme de Louis II, avant de se remarier avec Louis le Germanique. Pour appuyer son hypothèse, il se base sur des diplômes de Carloman et de Charles le Gros qui qualifient Engelberge de soror, et sur la présence de plusieurs princesses du nom de Guille ou Willa, qu'il rapproche de Guillaume.
|                        |                        |                        |                        |                        |                        |                       |                       | Cunégonde             | Cunégonde             | Cunégonde           | Cunégonde           | Cunégonde           | Cunégonde           |  |  | Guillaume de Gellone | Guillaume de Gellone | Guillaume de Gellone | Guillaume de Gellone | Guillaume de Gellone | Guillaume de Gellone |                       |                       | Guibourg              | Guibourg              | Guibourg                     | Guibourg                     | Guibourg                     | Guibourg                     |                              |                              |                           |                           |                                      |                                      |                                      |                                      |                                      |                                      |                 |                 |                                        |                                        |                                        |                                        |                                        |                                        |  |  |                          |                          |                          |                          |                          |                          |                       |                       |  |  |  |  |
|                        |                        |                        |                        |                        |                        |                       |                       | Cunégonde             | Cunégonde             | Cunégonde           | Cunégonde           | Cunégonde           | Cunégonde           |  |  | Guillaume de Gellone | Guillaume de Gellone | Guillaume de Gellone | Guillaume de Gellone | Guillaume de Gellone | Guillaume de Gellone |                       |                       | Guibourg              | Guibourg              | Guibourg                     | Guibourg                     | Guibourg                     | Guibourg                     |                              |                              |                           |                           |                                      |                                      |                                      |                                      |                                      |                                      |                 |                 |                                        |                                        |                                        |                                        |                                        |                                        |  |  |                          |                          |                          |                          |                          |                          |                       |                       |  |  |  |  |
|                        |                        |                        |                        |                        |                        |                       |                       |                       |                       |                     |                     |                     |                     |  |  |                      |                      |                      |                      |                      |                      |                       |                       |                       |                       |                              |                              |                              |                              |                              |                              |                           |                           |                                      |                                      |                                      |                                      |                                      |                                      |                 |                 |                                        |                                        |                                        |                                        |                                        |                                        |  |  |                          |                          |                          |                          |                          |                          |                       |                       |  |  |  |  |
|                        |                        |                        |                        |                        |                        |                       |                       |                       |                       |                     |                     |                     |                     |  |  |                      |                      |                      |                      |                      |                      |                       |                       |                       |                       |                              |                              |                              |                              |                              |                              |                           |                           |                                      |                                      |                                      |                                      |                                      |                                      |                 |                 |                                        |                                        |                                        |                                        |                                        |                                        |  |  |                          |                          |                          |                          |                          |                          |                       |                       |  |  |  |  |
|                        |                        |                        |                        | Bernard de Septimanie  | Bernard de Septimanie  | Bernard de Septimanie | Bernard de Septimanie | Bernard de Septimanie | Bernard de Septimanie |                     |                     |                     |                     |  |  |                      |                      |                      |                      |                      |                      |                       |                       |                       |                       |                              |                              | Thierry III comte d'Autun    | Thierry III comte d'Autun    | Thierry III comte d'Autun    | Thierry III comte d'Autun    | Thierry III comte d'Autun | Thierry III comte d'Autun |                                      |                                      |                                      |                                      |                                      |                                      | Emma de Bavière | Emma de Bavière | Emma de Bavière                        | Emma de Bavière                        | Emma de Bavière                        | Emma de Bavière                        |                                        |                                        |  |  |                          |                          | Louis roi de Germanie    | Louis roi de Germanie    | Louis roi de Germanie    | Louis roi de Germanie    | Louis roi de Germanie | Louis roi de Germanie |  |  |  |  |
|                        |                        |                        |                        | Bernard de Septimanie  | Bernard de Septimanie  | Bernard de Septimanie | Bernard de Septimanie | Bernard de Septimanie | Bernard de Septimanie |                     |                     |                     |                     |  |  |                      |                      |                      |                      |                      |                      |                       |                       |                       |                       |                              |                              | Thierry III comte d'Autun    | Thierry III comte d'Autun    | Thierry III comte d'Autun    | Thierry III comte d'Autun    | Thierry III comte d'Autun | Thierry III comte d'Autun |                                      |                                      |                                      |                                      |                                      |                                      | Emma de Bavière | Emma de Bavière | Emma de Bavière                        | Emma de Bavière                        | Emma de Bavière                        | Emma de Bavière                        |                                        |                                        |  |  |                          |                          | Louis roi de Germanie    | Louis roi de Germanie    | Louis roi de Germanie    | Louis roi de Germanie    | Louis roi de Germanie | Louis roi de Germanie |  |  |  |  |
|                        |                        |                        |                        |                        |                        |                       |                       |                       |                       |                     |                     |                     |                     |  |  |                      |                      |                      |                      |                      |                      |                       |                       |                       |                       |                              |                              |                              |                              |                              |                              |                           |                           |                                      |                                      |                                      |                                      |                                      |                                      |                 |                 |                                        |                                        |                                        |                                        |                                        |                                        |  |  |                          |                          |                          |                          |                          |                          |                       |                       |  |  |  |  |
|                        |                        |                        |                        |                        |                        |                       |                       |                       |                       |                     |                     |                     |                     |  |  |                      |                      |                      |                      |                      |                      |                       |                       |                       |                       |                              |                              |                              |                              |                              |                              |                           |                           |                                      |                                      |                                      |                                      |                                      |                                      |                 |                 |                                        |                                        |                                        |                                        |                                        |                                        |  |  |                          |                          |                          |                          |                          |                          |                       |                       |  |  |  |  |
| Guillaume comte d'Agen | Guillaume comte d'Agen | Guillaume comte d'Agen | Guillaume comte d'Agen | Guillaume comte d'Agen | Guillaume comte d'Agen |                       |                       | Bernard Plantevelue   | Bernard Plantevelue   | Bernard Plantevelue | Bernard Plantevelue | Bernard Plantevelue | Bernard Plantevelue |  |  |                      |                      |                      |                      |                      |                      |                       |                       |                       |                       | Louis II le Jeune empereur   | Louis II le Jeune empereur   | Louis II le Jeune empereur   | Louis II le Jeune empereur   | Louis II le Jeune empereur   | Louis II le Jeune empereur   |                           |                           | Engelberge                           | Engelberge                           | Engelberge                           | Engelberge                           | Engelberge                           | Engelberge                           |                 |                 | Carloman roi de Bavière                | Carloman roi de Bavière                | Carloman roi de Bavière                | Carloman roi de Bavière                | Carloman roi de Bavière                | Carloman roi de Bavière                |  |  | Charles le Gros empereur | Charles le Gros empereur | Charles le Gros empereur | Charles le Gros empereur | Charles le Gros empereur | Charles le Gros empereur |                       |                       |  |  |  |  |
| Guillaume comte d'Agen | Guillaume comte d'Agen | Guillaume comte d'Agen | Guillaume comte d'Agen | Guillaume comte d'Agen | Guillaume comte d'Agen |                       |                       | Bernard Plantevelue   | Bernard Plantevelue   | Bernard Plantevelue | Bernard Plantevelue | Bernard Plantevelue | Bernard Plantevelue |  |  |                      |                      |                      |                      |                      |                      |                       |                       |                       |                       | Louis II le Jeune empereur   | Louis II le Jeune empereur   | Louis II le Jeune empereur   | Louis II le Jeune empereur   | Louis II le Jeune empereur   | Louis II le Jeune empereur   |                           |                           | Engelberge                           | Engelberge                           | Engelberge                           | Engelberge                           | Engelberge                           | Engelberge                           |                 |                 | Carloman roi de Bavière                | Carloman roi de Bavière                | Carloman roi de Bavière                | Carloman roi de Bavière                | Carloman roi de Bavière                | Carloman roi de Bavière                |  |  | Charles le Gros empereur | Charles le Gros empereur | Charles le Gros empereur | Charles le Gros empereur | Charles le Gros empereur | Charles le Gros empereur |                       |                       |  |  |  |  |
|                        |                        |                        |                        |                        |                        |                       |                       |                       |                       |                     |                     |                     |                     |  |  |                      |                      |                      |                      |                      |                      |                       |                       |                       |                       |                              |                              |                              |                              |                              |                              |                           |                           |                                      |                                      |                                      |                                      |                                      |                                      |                 |                 |                                        |                                        |                                        |                                        |                                        |                                        |  |  |                          |                          |                          |                          |                          |                          |                       |                       |  |  |  |  |
|                        |                        |                        |                        |                        |                        |                       |                       |                       |                       |                     |                     |                     |                     |  |  |                      |                      |                      |                      |                      |                      | Boson roi en Provence | Boson roi en Provence | Boson roi en Provence | Boson roi en Provence | Boson roi en Provence        | Boson roi en Provence        |                              |                              | Ermengarde                   | Ermengarde                   | Ermengarde                | Ermengarde                | Ermengarde                           | Ermengarde                           |                                      |                                      |                                      |                                      |                 |                 |                                        |                                        |                                        |                                        |                                        |                                        |  |  |                          |                          |                          |                          |                          |                          |                       |                       |  |  |  |  |
|                        |                        |                        |                        |                        |                        |                       |                       |                       |                       |                     |                     |                     |                     |  |  |                      |                      |                      |                      |                      |                      | Boson roi en Provence | Boson roi en Provence | Boson roi en Provence | Boson roi en Provence | Boson roi en Provence        | Boson roi en Provence        |                              |                              | Ermengarde                   | Ermengarde                   | Ermengarde                | Ermengarde                | Ermengarde                           | Ermengarde                           |                                      |                                      |                                      |                                      |                 |                 |                                        |                                        |                                        |                                        |                                        |                                        |  |  |                          |                          |                          |                          |                          |                          |                       |                       |  |  |  |  |
|                        |                        |                        |                        |                        |                        |                       |                       |                       |                       |                     |                     |                     |                     |  |  |                      |                      |                      |                      |                      |                      |                       |                       |                       |                       |                              |                              |                              |                              |                              |                              |                           |                           |                                      |                                      |                                      |                                      |                                      |                                      |                 |                 |                                        |                                        |                                        |                                        |                                        |                                        |  |  |                          |                          |                          |                          |                          |                          |                       |                       |  |  |  |  |
|                        |                        |                        |                        |                        |                        |                       |                       |                       |                       |                     |                     |                     |                     |  |  |                      |                      |                      |                      |                      |                      |                       |                       |                       |                       |                              |                              |                              |                              |                              |                              |                           |                           |                                      |                                      |                                      |                                      |                                      |                                      |                 |                 |                                        |                                        |                                        |                                        |                                        |                                        |  |  |                          |                          |                          |                          |                          |                          |                       |                       |  |  |  |  |
|                        |                        |                        |                        |                        |                        |                       |                       | Guillaume le Pieux    | Guillaume le Pieux    | Guillaume le Pieux  | Guillaume le Pieux  | Guillaume le Pieux  | Guillaume le Pieux  |  |  |                      |                      | Engelberge           | Engelberge           | Engelberge           | Engelberge           | Engelberge            | Engelberge            |                       |                       | Louis III l'Aveugle empereur | Louis III l'Aveugle empereur | Louis III l'Aveugle empereur | Louis III l'Aveugle empereur | Louis III l'Aveugle empereur | Louis III l'Aveugle empereur |                           |                           | Willa Ire                            | Willa Ire                            | Willa Ire                            | Willa Ire                            | Willa Ire                            | Willa Ire                            |                 |                 | Rodolphe Ier roi de Bourgogne          | Rodolphe Ier roi de Bourgogne          | Rodolphe Ier roi de Bourgogne          | Rodolphe Ier roi de Bourgogne          | Rodolphe Ier roi de Bourgogne          | Rodolphe Ier roi de Bourgogne          |  |  |                          |                          |                          |                          |                          |                          |                       |                       |  |  |  |  |
|                        |                        |                        |                        |                        |                        |                       |                       | Guillaume le Pieux    | Guillaume le Pieux    | Guillaume le Pieux  | Guillaume le Pieux  | Guillaume le Pieux  | Guillaume le Pieux  |  |  |                      |                      | Engelberge           | Engelberge           | Engelberge           | Engelberge           | Engelberge            | Engelberge            |                       |                       | Louis III l'Aveugle empereur | Louis III l'Aveugle empereur | Louis III l'Aveugle empereur | Louis III l'Aveugle empereur | Louis III l'Aveugle empereur | Louis III l'Aveugle empereur |                           |                           | Willa Ire                            | Willa Ire                            | Willa Ire                            | Willa Ire                            | Willa Ire                            | Willa Ire                            |                 |                 | Rodolphe Ier roi de Bourgogne          | Rodolphe Ier roi de Bourgogne          | Rodolphe Ier roi de Bourgogne          | Rodolphe Ier roi de Bourgogne          | Rodolphe Ier roi de Bourgogne          | Rodolphe Ier roi de Bourgogne          |  |  |                          |                          |                          |                          |                          |                          |                       |                       |  |  |  |  |
|                        |                        |                        |                        |                        |                        |                       |                       |                       |                       |                     |                     |                     |                     |  |  |                      |                      |                      |                      |                      |                      |                       |                       |                       |                       |                              |                              |                              |                              |                              |                              |                           |                           |                                      |                                      |                                      |                                      |                                      |                                      |                 |                 |                                        |                                        |                                        |                                        |                                        |                                        |  |  |                          |                          |                          |                          |                          |                          |                       |                       |  |  |  |  |
|                        |                        |                        |                        |                        |                        |                       |                       |                       |                       |                     |                     |                     |                     |  |  |                      |                      |                      |                      |                      |                      |                       |                       |                       |                       |                              |                              |                              |                              |                              |                              |                           |                           |                                      |                                      |                                      |                                      |                                      |                                      |                 |                 |                                        |                                        |                                        |                                        |                                        |                                        |  |  |                          |                          |                          |                          |                          |                          |                       |                       |  |  |  |  |
|                        |                        |                        |                        |                        |                        |                       |                       |                       |                       |                     |                     |                     |                     |  |  |                      |                      |                      |                      |                      |                      |                       |                       |                       |                       |                              |                              |                              |                              |                              |                              |                           |                           | Willa II x Boson comte d'Arles       | Willa II x Boson comte d'Arles       | Willa II x Boson comte d'Arles       | Willa II x Boson comte d'Arles       | Willa II x Boson comte d'Arles       | Willa II x Boson comte d'Arles       |                 |                 | Waldrade x Boniface marquis de Spolète | Waldrade x Boniface marquis de Spolète | Waldrade x Boniface marquis de Spolète | Waldrade x Boniface marquis de Spolète | Waldrade x Boniface marquis de Spolète | Waldrade x Boniface marquis de Spolète |  |  |                          |                          |                          |                          |                          |                          |                       |                       |  |  |  |  |
|                        |                        |                        |                        |                        |                        |                       |                       |                       |                       |                     |                     |                     |                     |  |  |                      |                      |                      |                      |                      |                      |                       |                       |                       |                       |                              |                              |                              |                              |                              |                              |                           |                           | Willa II x Boson comte d'Arles       | Willa II x Boson comte d'Arles       | Willa II x Boson comte d'Arles       | Willa II x Boson comte d'Arles       | Willa II x Boson comte d'Arles       | Willa II x Boson comte d'Arles       |                 |                 | Waldrade x Boniface marquis de Spolète | Waldrade x Boniface marquis de Spolète | Waldrade x Boniface marquis de Spolète | Waldrade x Boniface marquis de Spolète | Waldrade x Boniface marquis de Spolète | Waldrade x Boniface marquis de Spolète |  |  |                          |                          |                          |                          |                          |                          |                       |                       |  |  |  |  |
|                        |                        |                        |                        |                        |                        |                       |                       |                       |                       |                     |                     |                     |                     |  |  |                      |                      |                      |                      |                      |                      |                       |                       |                       |                       |                              |                              |                              |                              |                              |                              |                           |                           | Willa III x Bérenger II roi d'Italie | Willa III x Bérenger II roi d'Italie | Willa III x Bérenger II roi d'Italie | Willa III x Bérenger II roi d'Italie | Willa III x Bérenger II roi d'Italie | Willa III x Bérenger II roi d'Italie |                 |                 | Willa x Hubert marquis de Toscane      | Willa x Hubert marquis de Toscane      | Willa x Hubert marquis de Toscane      | Willa x Hubert marquis de Toscane      | Willa x Hubert marquis de Toscane      | Willa x Hubert marquis de Toscane      |  |  |                          |                          |                          |                          |                          |                          |                       |                       |  |  |  |  |